# Red June
Red June, también conocida como Shiro Smomo, es una variedad cultivar de ciruelo (Prunus salicina), de las denominadas ciruelas japonesas.
Una variedad la primera de las ciruelas Prunus salicina introducida en Estados Unidos importada de Japón por "H. H. Berger and Company", San Francisco (California), con el nombre de "Shiro Smomo", alrededor de 1887.
Las frutas son de fruto grande a muy grande, forma ovalada y redonda, con forma claramente acorazonada (cordiforme), piel lisa de color rojo granate opaco con pruina fina, tienen una pulpa delicada de color amarillo claro, textura bastante seca, y sabor dulce y aromática. El gusto es decepcionante.

## Sinonimias
- "Shiro Smomo",
- "Hytankayo",
- "Nagate no Botankyo",
- "Red Nagate",
- "Long Fruit",
- "Red June Plum",
- "Red June Japanese Plum".[1]

## Historia
'Red June' variedad de ciruela, una de las primeras ciruelas Prunus salicina introducida en Estados Unidos importada de Japón por "H. H. Berger and Company", San Francisco (California), con el nombre de "Shiro Smomo", alrededor de 1887. Los viveristas "Stark Brothers", Louisiana (Misuri), obtuvo la variedad en 1892 y la introdujo como 'Red June' en 1893. La "Sociedad Americana de Pomología" agregó 'Red June' a su lista de catálogo de frutas en 1897.
La ciruela 'Red June' ha sido descrita por: 1. Am. Pom. Soc. Rpt. 106. 1891. 2. Cornell Sta. Bul. 62:28. 1894. 3. Ga. Hort. Soc. Rpt. 95. 1895. 4. Cornell Sta. Bul. 106:60. 1896. 5. Ala. Col. Sta. Bul. 85:444. 1897. 6. Cornell Sta. Bul. 139:45. 1897. 7. Rural N. Y. 56:615. 1897. 8. Am. Pom. Soc. Cat. 26. 1897. 9. Mich. Sta. Bul. 169:242, 243, 249, 250. 1899. 10. Cornell Sta. Bul. 175:136. 1899. 11. U.S.D.A. Rpt. 386. 1901. 12. Waugh Plum Cult. 140. 1901. 13. Budd-Hansen Am. Hort. Man. 324. 1903. 14. Can. Exp. Farm Bul. 43:37. 1903. 15. Mass. Sta. Ann. Rpt. 17:160. 1905. 16. Md. Hort. Soc. Rpt. 85. 1905. 17. Ga. Sta. Bul. 68:5, 32. 1905.

## Características
'Red June' árbol vigoroso, erguido, vasiforme, tierno, productivo, productor fuerte y muy productivo, que sin embargo, exige mucho en cuanto al suelo y la ubicación y es muy sensible a las heladas nocturnas. Por lo tanto, sólo es adecuado para su uso como ciruelo de invernadero. No hay problemas con monilia. Flor blanca, que tiene un tiempo de floración temprana que comienza a partir del 18 de abril con el 10% de floración, para el 21 de abril tiene una floración completa (80%), y para el 8 de mayo tiene un 90% de caída de pétalos. Es semi auto estéril necesita un polinizador adecuado.
'Red June' tiene una talla de fruto grande a muy grande, forma ovalada y redonda, con forma claramente acorazonada (cordiforme); sutura variable en profundidad; ápice puntiagudo; epidermis tiene una piel lisa de color rojo granate opaco con pruina fina, tiene una pulpa delicada de color amarillo claro, textura bastante seca, y sabor dulce y aromática. El gusto es decepcionante.
Hueso muy adherido, pequeño, en una cavidad irregular algo más grande que el hueso.
Su tiempo de recogida de cosecha se inicia en su maduración fruto a finales de junio, principios de julio. Varía considerablemente en el tiempo de maduración y los frutos pueden permanecer en el árbol por mucho tiempo.

## Usos
Una buena ciruela de postre fresco en mesa, pero mejor como ciruela de cocina.